# Station Norefjord
Station Norefjord is een voormalig station in Nore in de gemeente Nore og Uvdal in fylke Viken in Noorwegen. Het station werd gebouwd tussen 1925 en 1927 en was een ontwerp van het eigen architectenkantoor van NSB. Het ligt aan Numedalsbanen, de spoorlijn tussen Rødberg en Kongsberg. 
In 1989 werd de spoorlijn gesloten voor personenvervoer. Het deel van de lijn Tussen Rollag en Rødberg, waaraan Norefjord ligt, is inmiddels geheel buiten gebruik genomen.